# Dan Gibson
Daniel „Dan“ Gibson (* 1956) ist ein kanadischer Privatgelehrter und Historiker der arabischen und islamischen Frühzeit.

## Leben
Dan Gibson ist der Sohn und Enkelsohn zweier britisch-kanadischer Privathistoriker, die sich aus religiösen Gründen für biblische Geschichte begeisterten und dieses Interesse an ihren Sohn und Enkel vererbten. Dan Gibson kam erstmals mit Anfang zwanzig nach Arabien. Nach dem Abschluss der High School und theologischen Studien verbrachte er sein ganzes Leben mit der Erforschung der Geschichte der arabischen Halbinsel und lebte mit seiner Familie abwechselnd in Kanada und in verschiedenen Ländern des Nahen Ostens. Dan Gibson hat vier Kinder und lebt heute in Kanada.

## Forschung
Anfangs interessierte sich Dan Gibson für die Geschichte des arabischen und nabatäischen Handels im Zeitraum von 300 v. Chr. bis 500 n. Chr. Nachdem ihm Widersprüche zwischen dem archäologischen Befund und der traditionellen Geschichtsschreibung Arabiens bzw. des Islams aufgefallen waren, begann Dan Gibson, die Hintergründe dieser Widersprüche zu erforschen. Aufgrund seiner religiös begründeten Tendenz, überlieferte Texte wie die Bibel oder den Koran möglichst wörtlich zu lesen, verwarf Dan Gibson die überlieferten Geschichten von Mekka nicht einfach als „frei erfunden“, wie dies einige Islamwissenschaftler heute tun. Vielmehr versuchte Dan Gibson eine Erklärung dafür zu finden, warum die Texte nicht mit der Realität übereinstimmen würden. Obwohl der Ausgangspunkt der Untersuchung damit nicht rein wissenschaftlich motiviert war, ist die untersuchte Fragestellung selbst wissenschaftlich völlig gerechtfertigt. Nach zehn Jahren Forschung speziell zu diesem Thema erschien 2011 sein Buch Qur'ānic Geography.
Im Kern glaubt Dan Gibson folgende Forschungsergebnisse vorweisen zu können:
- Angeblich sollen sich die geographischen Bezüge im Koran auf den Nordwest-Arabien bei Petra konzentrieren und nicht auf Mekka.
- Bis zum Jahr 724 n. Chr. sollen alle Moscheen auf die Stadt Petra in Jordanien ausgerichtet gewesen sein – nicht nach Jerusalem oder Mekka. Fehler bei den Berechnungen der Erbauer oder moderne Messfehler können ausgeschlossen werden, da diese Fehler zu groß und zu systematisch wären. Dass einige ältere Moscheen nicht auf Mekka ausgerichtet waren, war 1977 auch schon Crone und Cook aufgefallen.[3]
- Erst ab dem Jahr 822 sollen durchgängig alle Moscheen auf die Stadt Mekka ausgerichtet wurden sein.
- Die Stadt Mekka passt laut Gibson nicht zu den Beschreibungen von Mekka in Koran und islamischer Geschichtsschreibung, zusätzlich lag Mekka auch auf keiner bekannten Handelsroute, wie die Historikerin Patricia Crone bereits 1987 behauptete. In Mekka soll es laut ihm zudem auch keinen archäologischen Befund aus dem siebten Jahrhundert geben. Ebenso zeigt eine archäobotanische Untersuchung, dass in Mekka niemals jene Pflanzen wuchsen, von denen der Koran berichtet.
- Die Stadt Petra in Jordanien passt hingegen in einer Fülle von Details perfekt zu den Beschreibungen in Koran und islamischer Geschichtsschreibung und war auch das Zentrum der arabischen Pilgerfahrt unmittelbar vor der Begründung des Islams.
- Er behauptete, dass in den frühesten Koranmanuskripten die Verse über die Änderung der Gebetsrichtung von einem ungenannten Ort (traditionell denkt man an Jerusalem) nach Mekka (2:143-145), sowie der einzige Vers, in dem der Koran das Wort „Mekka“ enthält (48:24) fehlen würden. Dabei handelte es sich jedoch um ein Irrtum[4][5] da zu der Zeit seines Buch 2011 die Forschung zu Handschriften des Korans nicht so weit fortgeschritten war.
- Die Angriffe der Mekkaner gegen Medina erfolgten alle von Norden her, so Gibson, also von Petra her, während Mekka im Süden von Medina liegt.
- Die in der islamischen Überlieferung genannten Distanzen sollen plötzlich Sinn ergeben haben, wenn man sie auf Petra statt auf Mekka bezieht.

Dan Gibson hat auf dieser Grundlage die Theorie entwickelt, dass Mohammed, der Prophet des Islams, nicht in Mekka, sondern in Petra lebte. Schon Patricia Crone und Michael Cook hatten 1977 in ihrem Werk Hagarism vorgeschlagen, dass der Islam nicht in Mekka, sondern irgendwo in Nordwest-Arabien entstanden sein muss. Die Kaaba bzw. der schwarze Stein in der Kaaba soll im zweiten islamischen Bürgerkrieg von Petra nach Mekka verbracht worden sein. Die siegreichen Abbassiden hätten dann die neue Ausrichtung nach Mekka durchgesetzt. Die Erinnerung an Petra ging verloren, nachdem Petra durch ein starkes Erdbeben unbewohnbar geworden war, bzw. die Erinnerung an Petra wurde durch die Abbassiden gezielt aus der Geschichtsschreibung getilgt. 

## Rezeption und Kritik
Dan Gibsons Buch wurde von Islamwissenschaftlern nur sehr zögerlich zur Kenntnis genommen. Ein Grund dafür ist Dan Gibsons vermeintlich religiöser Hintergrund und sein Mangel an professionellem wissenschaftlichen Arbeiten, der ihm vorgeworfen wird. Das hat seine Forschung in der Tat beeinflusst, z. B. in seiner voreiligen Annahme, dass die Bibliothek von Alexandria durch die Araber zerstört worden wäre. Ein anderer Grund besteht darin, dass seine arbeitsweise insgesamt zu spekulativ erscheint und damit wenig zum wissenschaftlichen Diskurs beitragen kann. Ein Beispiel für eine solche zögerliche Aufnahme ist Michael Leckers Rezension von Dan Gibsons Qur'ānic Geography im Journal of Semitic Studies von 2014. Diese Rezension endet mit dem vielsagenden Satz: „Der vorstellungsreiche Schreibstil dieses Buches mag seine Anhänger haben, vielleicht sogar in akademischen Kreisen. Aber dem Studium der islamischen Frühgeschichte ist mit kleinen Schritten besser gedient, einer nach dem anderen.“
Auch der britische Orientalist und Astronomiehistoriker David A. King kritisierte Dan Gibson öffentlich für seine Herangehensweise bei der Qibla-Findung und verfasste mehrere Beiträge, in welchen er die falsche Herangehensweise Gibson's zu erklären versucht, um diese dann zu widerlegen.
Einer breiteren Öffentlichkeit wurden seine Theorien durch die Fernsehdokumentation The Sacred City aus dem Jahr 2016 bekannt.

## Werke
- Dan Gibson: Qur'ānic Geography – A survey and evaluation of the geographical references in the Qur'ān with suggested solutions for various problems and issues. Independent Scholar's Press 2011. ISBN 978-0-9733-6428-6
- Dan Gibson: The Nabataeans: Builders Of Petra. CanBooks 2004. ISBN 978-1-4134-2734-9.
- Dan Gibson: Let The Stones Speak: Archaeology challenges Islam. Independent Scholars Press 2023. ISBN 978-1-9275-8123-0